# There's a Riot Going On
| Recensione     | Giudizio |
| -------------- | -------- |
| Piero Scaruffi | [ 1 ]    |
| Pitchfork      | [ 2 ]    |
| Ondarock       | [ 3 ]    |

There's a Riot Going On è il 18° album in studio del gruppo musicale statunitense Yo La Tengo, pubblicato nel 2018.

## Tracce
1. "You Are Here" – 5:44
2. "Shades of Blue" – 2:50
3. "She May, She Might" – 5:22
4. "For You Too" – 4:12
5. "Ashes" – 3:34
6. "Polynesia #1" – 2:26
7. "Dream Dream Away" – 5:50
8. "Shortwave" – 5:44
9. "Above the Sound" – 5:40
10. "Let's Do It Wrong" – 3:34
11. "What Chance Have I Got" – 3:06
12. "Esportes Casual" – 1:26
13. "Forever" – 4:20
14. "Out of the Pool" – 2:46
15. "Here You Are" – 6:56

## Formazione
- Ira Kaplan: voce e chitarra
- Georgia Hubley: voce e batteria
- James McNew: basso